# Georgios Prokopiou

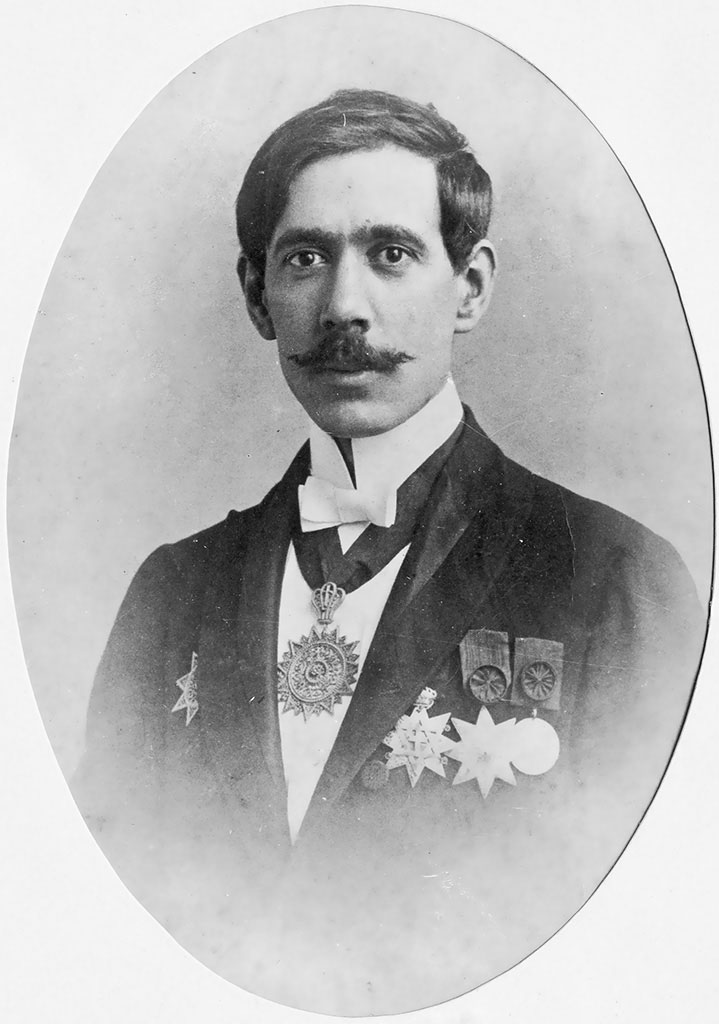
Georgios Prokopiou (1907)

Georgios Prokopiou (griechisch Γεώργιος Προκοπίου; * 1876 in Izmir; † 20. Dezember 1940 bei Tepelena) war ein griechischer Kriegsmaler, Fotograf und Dokumentarfilmer. Von 1905 bis 1907 war er Hofkünstler des äthiopischen Kaisers Menelik II.

## Leben
Über Jugend und Familie von Prokopiou ist nicht viel bekannt. Im Alter von 15 Jahren war er Ikonenmaler und die englische Künstlerin Hortense Wood, die bei Izmir lebte, entdeckte das Talent des Jungen. Sie gab ihm Zeichenunterricht und zeigte die Arbeiten dem Maler und Kunstprofessor Nikiforos Lytras, der Prokopiou an die Hochschule der Bildenden Künste Athen empfahl. Prokopiou immatrikulierte sich 1895 und studierte bei Lytras und Georgios Roilos. Nach seinem Studienabschluss kehrte er 1901 nach Izmir zurück und zeigte seine Werke in einer ersten Ausstellung. Zwei Jahre später reiste er nach Alexandria und Kairo, wo er Porträts angesehener Griechen malte. Darunter war auch der Offizier Pavlos Melas, der ihn dem Leiter des diplomatischen Corps von Äthiopien vorstellte.
Diese Begegnung führte zu einer Einladung nach Addis Ababa, um Kaiser Menelik II. zu porträtieren. Mit einer Karawane reiste er von Dschibuti aus nach Adis Abeba. Begleitet wurde er von seinem Bruder Sokrates, der später ein Buch über die Reise schrieb. In einem Wettbewerb mit anderen Künstlern setzte sich Prokopiou durch und wurde 1905 zum Hofmaler ernannt. Nach Porträts der kaiserlichen Familie malte er auch mehrere Botschafter, aber auch Landschaften und dörfliche Szenen. Der Maler wurde nicht nur gut bezahlt, sondern erhielt vom Kaiser auch den Orden vom Siegel Salomons und den Orden des Sterns von Äthiopien.
Im Jahr 1907 kehrte Georgios Prokopiou nach Athen zurück und heiratete dort Lula Fasili, mit der er die beiden Söhne Andreas und Angelos hatte. In der Folgezeit reiste er sehr viel, bis er sich 1913 in Izmir niederließ. Zu Beginn des Ersten Weltkriegs wurde Izmir von den Alliierten mit einer Seeblockade belegt. Bald darauf begannen die Osmanen, Christen zu verfolgen. Der größte Teil der griechischen Bevölkerung, einschließlich Prokopiou und seiner Familie, versteckte sich oder flohen. Trotzdem fand er Arbeit als Kunstlehrer für die Tochter eines osmanischen Beamten, was ihm Schutz gewährte. Zu dieser Zeit schuf er seine erste Kriegskunst. Es waren Darstellungen der Marineoperationen in der Dardanellenkampagne.
Nach dem Ersten Weltkrieg kam Izmir unter griechische Kontrolle. General Leonidas Paraskevopoulos beauftragte Prokopiou mit Gemälden, Fotos und Filmen von den griechischen Feldzügen gegen die Türken im Griechisch-Türkischen Krieg. Obwohl die Kommandeure seinen Mut bewunderten, beschwerten sich einige darüber, dass seine Aktivitäten die militärischen Operationen beeinträchtigten. Nach der Einnahme von Izmir durch türkische Truppen im Jahr 1922 kehrte er nach Izmir zurück. Noch im gleichen Jahr dokumentierte er fotografisch den Brand von Izmir.
Kurz darauf wurde er festgenommen und von einem türkischen Gericht zum Tode verurteilt. Der Gefängniskommandant erlaubte ihm allerdings, sich von seiner Familie zu verabschieden. Mit Hilfe seiner Nachbarn und des französischen Konsuls konnten er und seine Familie an Bord eines französischen Schiffes fliehen, das sie nach Piräus brachte. Im Jahr 1925 ließ er sich in Athen nieder. Bis 1928 malte er weiterhin Militärszenen, danach produzierte er eine Vielzahl von Akten, Szenen von Ruinen und Porträts, darunter eines von Haile Selassie, der sein Atelier besucht hatte, kurz bevor er Kaiser wurde.
Im Jahr 1940 begann der Griechisch-Italienische Krieg, als Griechenland sich weigerte, vor den Achsenmächten zu kapitulieren. Obwohl Prokopiou 64 Jahre alt und an Bronchitis erkrankt war, ging er zum Kriegsministerium und bat um eine Entsendung an die Front. Schließlich schrieb er an Premierminister Ioannis Metaxas, dass er sich schäme, zu Hause zu bleiben, wenn seine beiden Söhne für Griechenland kämpften. Metaxas stimmte seiner Bitte zu und Prokopiou reiste nach Albanien, um sich der griechischen Gegenoffensive anzuschließen. Dort traf er seinen Sohn Angelos und begann sofort zu zeichnen und zu fotografieren. Prokopiou starb er in der Nacht des 20. Dezember 1940 an Herzversagen. Er erhielt den postumen Rang eines Obersts, wurde nach Athen zurückgebracht und mit vollen militärischen Ehren bestattet.

## Gemälde

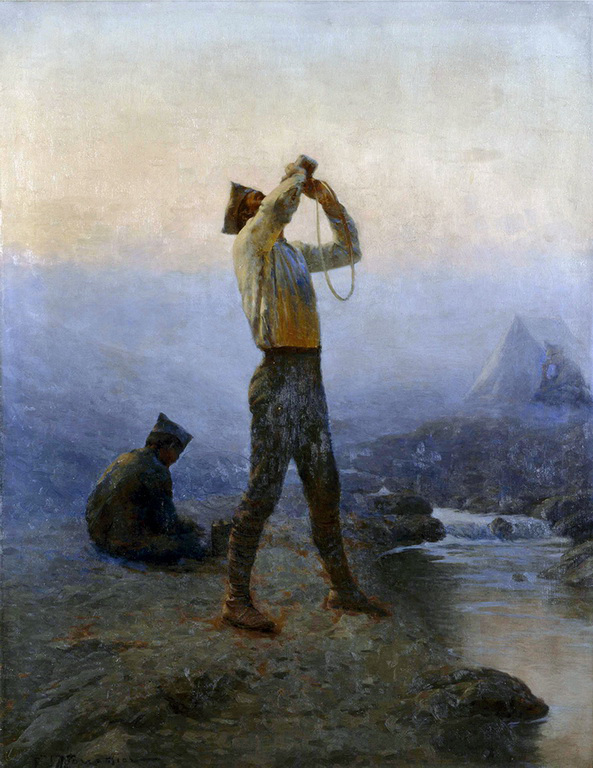
Trinkender Soldat
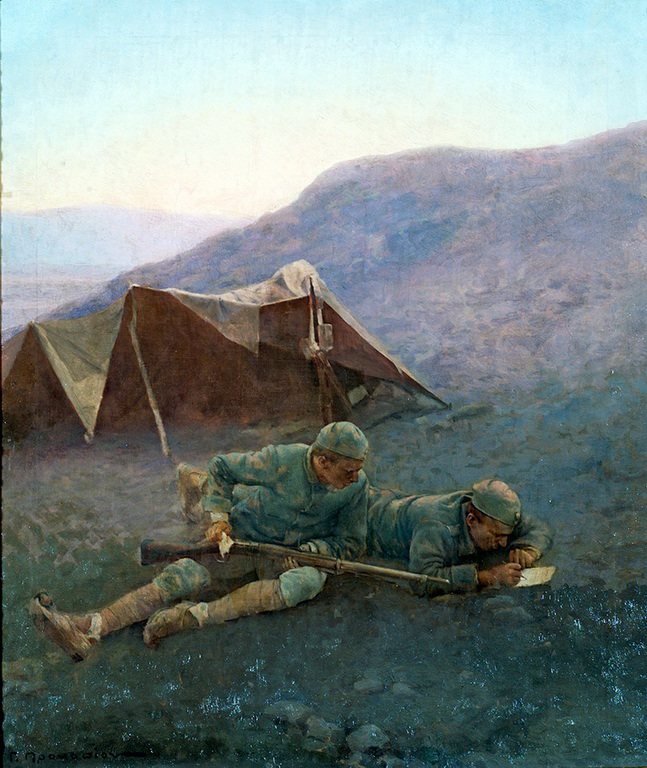
Pause in der Schlacht
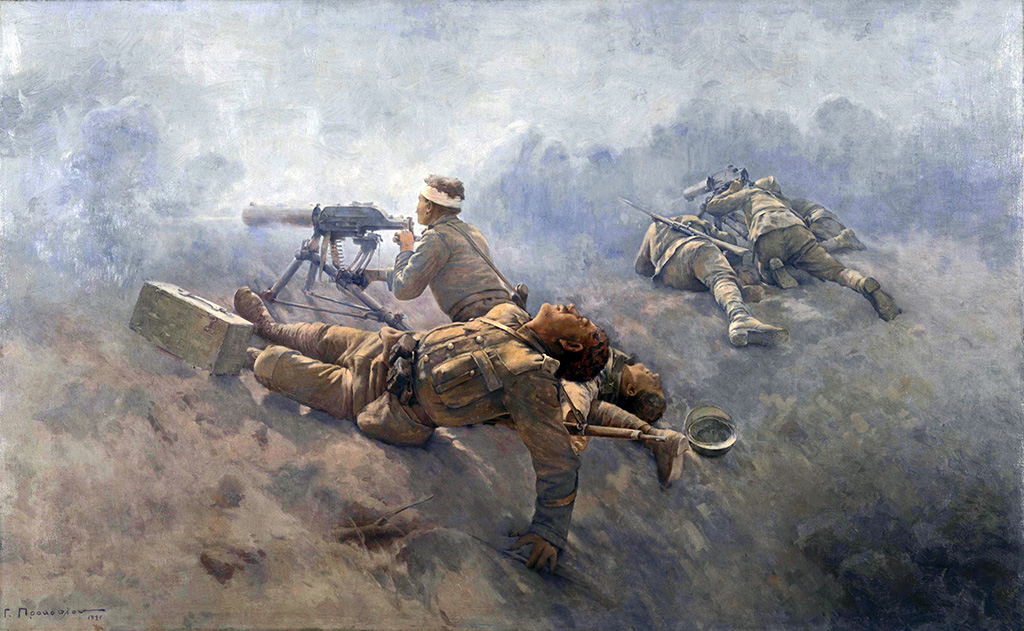
Bis zum letzten Mann
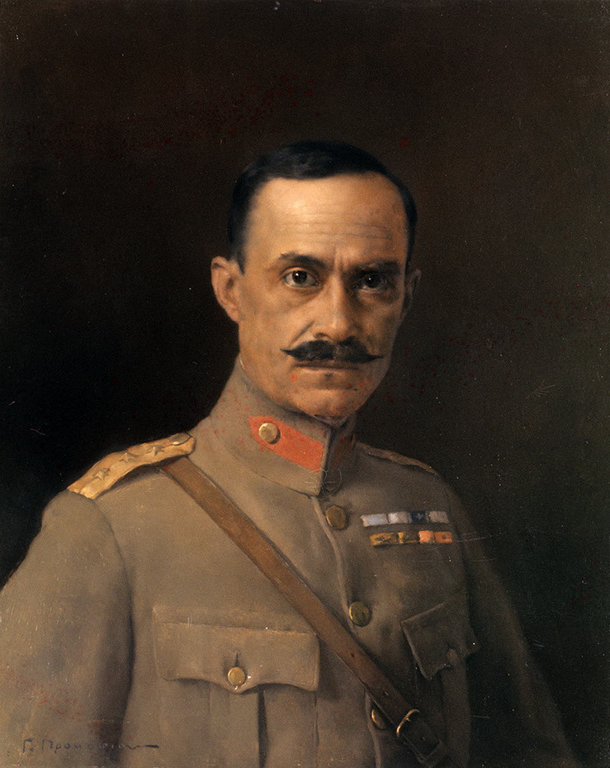
Nikolaos Plastiras
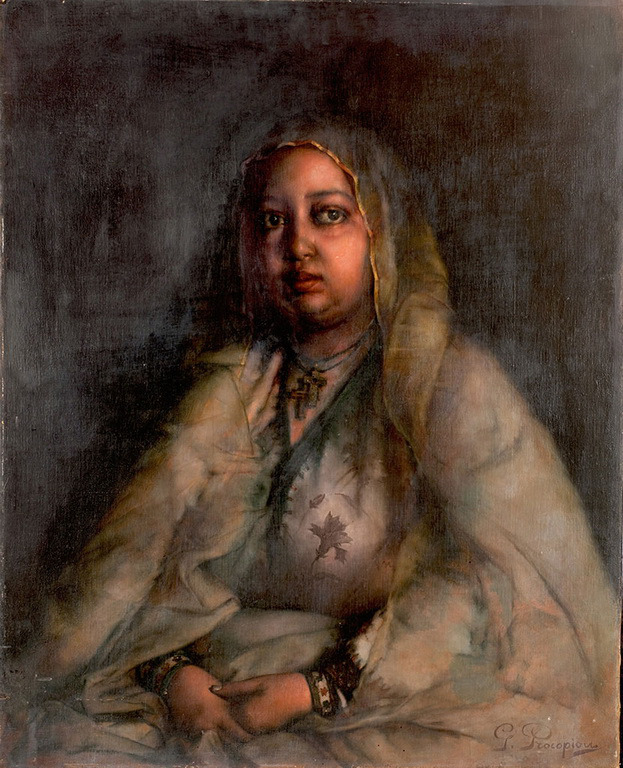
Kaiserin Taytu Betul